# Аздрен Лулаку
Аздрен Лулаку (алб. Azdren Llullaku, нар. 15 лютого 1988, Істок) — албанський футболіст, нападник клубу «Шахтар» (Солігорськ).

## Клубна кар'єра
Народився 15 лютого 1988 року в місті Істок, СФРЮ (нині — Косово). Через війну в Косові у віці 12 років він разом з матір'ю і братом переїхав до Італії, де оселився у містечку Тарцо у регіоні Венето. Там розпочав займатись футболом в невеличкій аматорській команді «Валлата» (італ. AC Vallata 1999). Там його помітили представники «Конельяно», клубу що грав у Еччеленці, де Лулаку теж спочатку грав за молодіжну команду, а у грудні 2005 року перейшов у дорослу команду і в 17 років забив три голи у 18 матчах, допомагаючи клубу уникнути вильоту.
2006 року Лулаку перейшов у «Сачилезе», що грало у Серії Д, де у сезоні 2006–07 він провів 31 матч і забив вісім голів, завдяки чому знову пішов на підвищення — влітку 2007 року Аздрен приєднався до клубу Серії C2 «Зюйдтіроль». Втім там у сезоні 2007–08 провів усього 12 матчів. В результаті футболісту довелось повернутись до Серії Д, де цього разу він став виступати за «Домельяра», забивши 11 голів у 33 іграх чемпіонату.
2009 року Лулаку повернувся в «Сачилезе», що грав у професіональному Лега Про Секонда Дівізіоне. Але через закон, який забороняє реєстрацію гравців без професійного статусу, які не є членами ЄС, так і не зіграв жодного матчу за клуб і змушений був повернутись в аматорську Серію Д, ставши гравцем клубу «Тамаї». Там у сезоні 2010–11 він у 33 матчах забив 22 голи і був визнаний виданням Corriere dello Sport найкращим нападником Серії Д і включений до символічної збірної турніру.
Свій останній сезон у аматорських лігах Італії Лулаку провів у клубі «Сан-Дона», забивши 13 голів у 30 іграх Серії Д, після чого 24 липня 2012 року став гравцем румунського клубу «Газ Метан». Відіграв за команду з Медіаша наступні п'ять сезонів своєї ігрової кар'єри, з невеликою перервою на виступи в клубі КСМ «Політехніка» у першій половині 2016 року.
Протягом першої половини сезону 2016/17 він забив 16 голів у 20 матчах чемпіонату за «Газ Метан», що дозволило йому стати найкращим бомбардиром румунського вищого дивізіону наприкінці сезону, незважаючи на те, що ще у січні він покинув країну, ставши гравцем казазстанської «Астани». Дебютував за новий клуб 4 березня 2017 року в Суперкубку Казахстану проти «Кайрата», але його команда програла 0:2. Перший гол він забив у своєму четвертому матчі у Прем'єр-лізі 17 березня 2017 року проти «Акжаїка» (3:1). Втім він так і виявився єдиним, через що 2 липня 2017 року Лулаку був відданий в оренду іншому місцевому клубу «Тобол» (Костанай), де до кінця сезону взагалі не забив жодного м'яча в чемпіонаті. У грудні албанський футболіст був виставлений «Астаною» на трансфер. А 15 січня 2018 року Аздрен сам покинув «Астану».
13 лютого 2018 року на правах вільного агента підписав угоду з клубом італійської Серії Б «Віртус Ентелла», але не врятував команду від вильоту до третього дивізіону, після чого повернувся до Румунії, ставши гравцем клубу «Астра» (Джурджу), де провів наступний сезон 2018/19.
8 липня 2019 року Лулаку підписав контракт на 1,5 роки з білоруським «Шахтарем» (Солігорськ). Станом на 10 квітня 2020 року відіграв за солігорських «гірників» 8 матчів в національному чемпіонаті.

## Виступи за збірну
Лулаку отримав албанське громадянство 24 травня 2013 року разом з іншими футболістами, Аміром Абраші, Вюлнетом Башею, Іліром Берішею та Юргеном Г'ясулою, завдяки чому вони отримали можливість представляти Албанію на міжнародному рівні.
Перший виклик він отримав від тренера національної збірної Албанії Джанні Де Б'язі на матч проти Норвегії 7 червня 2013 року, але усю гру просидів на лаві запасних.
Лише у жовтні 2016 року, після трирічної перерви, після серії хороших виступів за «Газ Метан», Лулаку знову був викликаний Де Б'язі на кваліфікаційні матчі до чемпіонату світу 2018 року проти Ліхтенштейну та Іспанії. Аздрен дебютував у головній команді 6 жовтня, вийшовши в основі в гостьовому матчі проти Ліхтенштейну (2-0). Загалом за збірну Лулаку зіграв 6 матчів, голів не забивав.

## Статистика виступів

### Статистика клубних виступів
| Сезон                 | Команда               | Чемпіонат             | Чемпіонат | Чемпіонат | Національний кубок | Національний кубок | Національний кубок | Континентальні кубки | Континентальні кубки | Континентальні кубки | Інші змагання | Інші змагання | Інші змагання | Усього | Усього |
| Сезон                 | Команда               | Ліга                  | Ігор      | Голів     | Ліга               | Ігор               | Голів              | Ліга                 | Ігор                 | Голів                | Ліга          | Ігор          | Голів         | Ігор   | Голів  |
| --------------------- | --------------------- | --------------------- | --------- | --------- | ------------------ | ------------------ | ------------------ | -------------------- | -------------------- | -------------------- | ------------- | ------------- | ------------- | ------ | ------ |
| 2005–06               | «Конельяно»           | E                     | 18        | 3         | -                  | -                  | -                  | -                    | -                    | -                    | -             | -             | -             | 18     | 3      |
| 2006–07               | «Сачилезе»            | D                     | 31        | 8         | -                  | -                  | -                  | -                    | -                    | -                    | -             | -             | -             | 31     | 8      |
| 2007–08               | «Зюйдтіроль»          | C2                    | 12        | 0         | КІ+КI-C            | 0+0                | 0                  | -                    | -                    | -                    | -             | -             | -             | 12     | 0      |
| 2008–09               | «Домельяра»           | D                     | 33        | 11        | -                  | -                  | -                  | -                    | -                    | -                    | -             | -             | -             | 33     | 11     |
| 2009–10               | «Сачилезе»            | СД                    | 0         | 0         | КІ+КI-C            | 0+0                | 0                  | -                    | -                    | -                    | -             | -             | -             | 0      | 0      |
| 2010–11               | «Тамаї»               | D                     | 33        | 22        | -                  | -                  | -                  | -                    | -                    | -                    | -             | -             | -             | 33     | 22     |
| 2011–12               | «Сан-Дона»            | D                     | 30        | 13        | -                  | -                  | -                  | -                    | -                    | -                    | -             | -             | -             | 30     | 13     |
| 2012–13               | «Газ Метан»           | ЛI                    | 20        | 5         | КР                 | 2                  | 0                  | -                    | -                    | -                    | -             | -             | -             | 22     | 5      |
| 2013–14               | «Газ Метан»           | ЛI                    | 28        | 1         | КР                 | 2                  | 2                  | -                    | -                    | -                    | -             | -             | -             | 30     | 3      |
| 2014–15               | «Газ Метан»           | ЛI                    | 30        | 8         | КР+КЛ              | 1+1                | 0                  | -                    | -                    | -                    | -             | -             | -             | 32     | 8      |
| 2015–16               | «Газ Метан»           | ЛII                   | 15        | 3         | КР+КЛ              | 0+0                | 0                  | -                    | -                    | -                    | -             | -             | -             | 15     | 3      |
| 2015–16               | КСМ «Політехніка»     | ЛI                    | 14        | 0         | КР+КЛ              | 0+0                | 0                  | -                    | -                    | -                    | -             | -             | -             | 14     | 0      |
| 2016–17               | «Газ Метан»           | ЛI                    | 20        | 16        | КР+КЛ              | 1+0                | 0                  | -                    | -                    | -                    | -             | -             | -             | 21     | 16     |
| Усього за «Газ Метан» | Усього за «Газ Метан» | Усього за «Газ Метан» | 113       | 33        |                    | 7                  | 2                  |                      | -                    | -                    |               | -             | -             | 120    | 35     |
| 2017                  | «Астана»              | ПЛ                    | 17        | 1         | КK                 | 1                  | 0                  | ЛЧ                   | -                    | -                    | СК            | 1             | 0             | 19     | 1      |
| 2017                  | «Тобол» (Костанай)    | ПЛ                    | 13        | 0         | КK                 | 0                  | 0                  | -                    | -                    | -                    | -             | -             | -             | 13     | 0      |
| 2017–18               | «Віртус Ентелла»      | B                     | 4         | 0         | КІ                 | -                  | -                  | -                    | -                    | -                    | -             | -             | -             | 4      | 0      |
| 2018–19               | «Астра» (Джурджу)     | ЛI                    | 34        | 7         | КР                 | 4                  | 2                  | -                    | -                    | -                    | -             | -             | -             | 38     | 9      |
| 2019                  | «Шахтар» (Солігорськ) | ВЛ                    | 0         | 0         | КБ                 | 0                  | 0                  | ЛЄ                   | 0                    | 0                    | -             | -             | -             | 0      | 0      |
| Усього за кар'єру     | Усього за кар'єру     | Усього за кар'єру     | 334       | 95        |                    | 12                 | 4                  |                      | -                    | -                    |               | 1             | 0             | 347    | 99     |

### Статистика виступів за збірну
| Дата       | Місто             | Господарі          | Результат | Гості                | Турнір            | Голи | Примітки |
| ---------- | ----------------- | ------------------ | --------- | -------------------- | ----------------- | ---- | -------- |
| 6-10-2016  | Вадуц             | Ліхтенштейн        | 0 – 2     | Албанія              | Відбір до ЧС 2018 | -    | 69'      |
| 12-11-2016 | Ельбасан          | Албанія            | 0 – 3     | Ізраїль              | Відбір до ЧС 2018 | -    | 31' 57'  |
| 28-3-2017  | Ельбасан          | Албанія            | 1 – 2     | Боснія і Герцеговина | товариський матч  | -    | 79'      |
| 2-9-2017   | Ельбасан          | Албанія            | 2 – 0     | Ліхтенштейн          | Відбір до ЧС 2018 | -    |          |
| 5-9-2017   | Струмиця (община) | Північна Македонія | 1 – 1     | Албанія              | Відбір до ЧС 2018 | -    | 46'      |
| 6-10-2017  | Аліканте          | Іспанія            | 3 – 0     | Албанія              | Відбір до ЧС 2018 | -    | 14'      |
| Усього     |                   | Матчів             | 6         |                      | Голів             | 0    |          |

## Досягнення
- Найкращий бомбардир чемпіонату Румунії: 2016/17 (16 голів)